# Renzo Yáñez
Renzo Alberto Yáñez Adasme (* 5. Juni 1980 in Santa Cruz) ist ein ehemaliger chilenischer Fußballspieler auf der Position eines Stürmers. Seit 2014 ist er als Fußballtrainer tätig.

## Karriere
Renzo Yáñez begann seine Karriere in den Jugendmannschaften von Unión Santa Cruz und debütierte 1997. Obwohl sein Team in die dritte Liga abstieg, wurde Universidad de Chile auf ihn aufmerksam. 1999 gewann er dort seinen ersten Meistertitel. In der nächsten Saison holte er das chilenische Double, bestehend aus Meisterschaft und Copa Chile. 2001 wurde der Stürmer an Unión La Calera ausgeliehen, wo er wenig spielte. 2002 half er als Leihspieler Universidad de Concepción beim Aufstieg in die Primera División und erzielte 18 Tore. Nach der Rückkehr zu Universidad de Chile 2003 wechselte er 2005 zum CD Cobresal und 2006 zum CD Huachipato, wo er jeweils Stammspieler war. 2008 unterschrieb der Offensivakteur bei Audax Italiano, erzielte in seiner ersten Saison sieben Tore und spielte in der Copa Libertadores. Nach Stationen bei Santiago Morning und Deportes Concepción ging er 2011 zu San Marcos, wo er nach einer Acht-Spiele-Sperre überlegte, seine aktive Karriere zu beenden. Yáñez spielte aber doch weiter und beendete 2012 seine Karriere bei Curicó Unido.

### Trainer
Nach seiner aktiven Karriere wurde Yáñez ab 2014 Co-Trainer bei Deportes Santa Cruz. 2019 übernahm er die U21-Mannschaft des Klubs und war 2021 kurzzeitig Interimstrainer der Profimannschaft in der Primera B.

## Erfolge
U de Chile
- Chilenischer Meister: 1999, 2000
- Chilenischer Pokalsieger: 2000